# Niemirówek
Niemirówek [pronunciación en polaco: /ɲɛmiˈruvɛk/] es una aldea en el distrito administrativo de Gmina Tarnawatka, dentro del condado de Tomaszów Lubelski, voivodato de Lublin, en el este de Polonia. Se encuentra a unos 4 kilómetros al noroeste de Tarnawatka, a 13 kilómetros al noroeste de Tomaszów Lubelski, y a 95 kilómetros al sureste de la capital regional Lublin.